# Amiantastis sciospora
Amiantastis sciospora är en fjärilsart som beskrevs av Edward Meyrick 1935. Amiantastis sciospora ingår i släktet Amiantastis och familjen säckspinnare. Inga underarter finns listade i Catalogue of Life.